# Kimmei
Kimmei (jap. 欽明天皇, Kimmei-tennō; * 509; † 15. April 571) war der 29. Tennō von Japan (539–571). 
Er war ein Sohn Kaiser Keitais und der Prinzessin Tashiraka. Er war der Vater der Kaiser Bidatsu und Iwahime (eine Tochter Kaisers Senka), Yōmei, Sushun und Suiko sowie der Großvater des Verfassungsgebers Shōtoku Taishi.
Nachdem Kaiser Senka gestorben war, wurde Yamada (die Frau Kaiser Ankans) zur Thronfolgerin. Sie wurde aber von dem jungen Kimmei besiegt und abgesetzt. Im Buch Nihonshoki steht, dass der Buddhismus zu dieser Zeit von Korea aus nach Japan kam. Während der Regierungszeit von Kimmei soll Japan Mimana an Korea verloren haben. Kimmei gilt heute als eine charakterlich problematische Person.